# Хопёрский округ (область Войска Донского)

Хопёрский округ, Область Войска Донского.

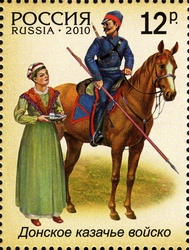
Донское казачье войско

Хопёрский округ — административная единица на севере области Войска Донского Российской империи и Царицынской (Сталинградской) губернии СССР.
Административный центр — станица Урюпинская.
Протяжение в длину (с северо-востока на юго-запад) 200 вёрст (более 210 км), ширина 120—150 вёрст (128—160 км).
Площадь — 15 861 квадратных версты (1 652 267 десятин или 18 052 км²).

## История
К началу XX века область Войска Донского состояла из 9 округов: 1-го Донского, 2-го Донского, Донецкого, Усть-Медведицкого, Хопёрского, Черкасского, Ростовского, Сальского и Таганрогского.
Хлебопашеством стали заниматься с проводов в эти края Грязе - Царицынской и Тихорецкой железных дорог, до этого им мало занимались. Так же население, из бедных, занимаются пчеловодством. Основное занятие население, как и по всей области, на 1900-й год это животноводство и коневодство, имеется даже небольшое поголовье верблюдов. Рыболовство присутствует и садоводство с огородничеством, бахчеводством, выращиванием табака, есть любители, которые выращивают виноград.
Казаки округа служили в следующих частях: 
Лёгкая кавалерия — 1-й Донской генералиссимуса князя Суворова, 13-й Донской генерала-фельдмаршала князя Кутузова-Смоленского, 14-й Донской войскового атамана Ефремова, 18-й, 30-й, 31-й, 35-й, 47-й, 48-й и Атаманский лейб-гвардии полк.
Конная артиллерия — 6-я. 13-я, 20-я Донские казачьи батареи, отдельные сотни — 4-я, 25-я, 26-я, 27-я,28-я, 29-я, 30-я
В 1918 году из частей Усть-Медведицкого, Донецкого и Хопёрского округов был образован Верхне-Донской.
4 апреля 1921 года по декрету ВЦИК «О включении в состав Царицынской губернии некоторых станиц и волостей Донской области» Хопёрский округ был передан в Царицынскую губернию. 21 мая 1928 года упразднён.

## Современное состояние
На территории бывшего Хопёрского округа области Войска Донского сейчас располагаются территории города Урюпинск, Алексеевский, Кумылженский, Нехаевский, Новоаннинский, Урюпинский, Киквидзенский районы.

## География
На востоке граничила с Саратовской губернией, на северо—западе — с Воронежской губернией.
На юге граничила с Донецким округом, на востоке — с Усть-Медведицким округом.
Сегодня вся территория округа (включая Урюпинск) находится в Волгоградской области.
Рекой Хопёр, протекающей с севера на юг округа, он делился на 2 части: западную и восточную (бо́льшую по площади).
Преобладающий характер местности — степной, но встречаются и холмистые возвышенности, прорезанные глубокими балками, хотя и не в такой мере, как в соседнем Усть-Медведицком округе.

### Почвы
Почва весьма хороша для хлебопашества, пастбища до настоящего времени выкармливают сотни гуртов убойного скота; особенно стяжали себе в этом отношении известность Тишанские степи; процент удобной земли достигает 85 %; преобладают чернозём и суглинок, местами встречаются песчаники и солонцы.

### Гидрография
Орошение Хопёрского округа — река Хопёр и её левые притоки: Бузулук и Кумылга.
Река Хопёр протекает через весь округ, впадая в Дон тотчас по вступлении в Усть-Медведицкий округ.
Бузулук, беря начало в Усть-Медведицком округе, течёт сначала на север, а в пределах Хопёрского меняет направление на юго—запад и впадает в Хопёр.

### Флора
Лесная растительность скудная — лесом занято 59 133 десятины (64,6 тыс. га или около 3,6 % площади).

## Население
Жителей по переписи 1897 года — 253 055 (125 503 мужчины и 127 552 женщины).
Войскового сословия в 1901 году насчитывалось 184 484 (91 911 мужчин и 92 573 женщины).

## Религия
Подавляющее большинство населения — православные; раскольников 887 чел., других исповеданий — 236.
К концу 1928 года в Хопёрском округе действовало 175 церквей, 95 % которых было закрыто в ходе коллективизации.

## Экономика

### Земли
В таблице приведены данные по землям, отведённым всем 25 станицам Хопёрского округа.
| Тип земли | Площадь, дес. | Площадь, га | Площадь на душу мужского населения, дес./чел. | Площадь, % от общей |
| --------- | ------------- | ----------- | --------------------------------------------- | ------------------- |
| Удобная   | 1 205 422     | 1 316 924   | 13,1                                          | 91,15               |
| под лесом | 45 990        | 50 244      |                                               | 3,48                |
| Неудобная | 117 055       | 127 883     |                                               | 8,85                |
| Всего     | 1 322 477     | 1 444 806   | 14,4                                          | 100                 |

Войсковых запасных земель 8 813 десятин.
В 1925 году в Хопёрском округе прошли землеустроительные работы, при этом решались задачи ускорения расслоения казаков, разрушения казачьей общины. Была введена единая система землепользования, зажиточные семьи получили участки в отдалённых местах, а бедные — вблизи от станиц и хуторов.

### Сельское хозяйство

#### Растениеводство
Главное занятие жителей — хлебопашество, особенно сильно развившееся с проведением Грязе-Царицынской и Царицыно-Тихорецкой железной дороги.
По сведениям 1900 года, в Хопёрском округе распахано под посев хлебов 596 471 десятин (651 645 га), посеяно 483 737 четвертей, то есть на душу 1,9 четверти (выше всех остальных округов области вдвое и втрое); собрано 2 274 123 четверти, то есть 9,2 четверти на душу; средний урожай — 3−5.
Высеваются преимущественно пшеница, овёс, просо, реже — ячмень, рожь, горох, чечевица. Господствует залежная система. Развитию хлебопашества способствует распространение среди населения усовершенствованных земледельческих машин и орудий; в настоящее время в Хопёрском округе они имеются в 43 219 хозяйствах; одно усовершенствованное орудие приходится у коренных жителей на 6,2 души, у иногородних — на 5,6 души.
Под огороды разделывалось 17—18 тыс. десятин, под бахчи — 10—11 тыс. десятин.
Сенокосов сравнительно много; в среднем снимается около 7 млн пудов травы.

#### Животноводство
Поголовье:
- лошадей — 78 032
- крупного рогатого скота — 289 226 голов
- овец — 237 434
- коз — 12 107
- свиней — 71 156
- верблюдов — 30

Пчеловодство понемногу развивается — 286 пасек с 5447 ульями, дающими в среднем валового дохода 40 622 рубля.

#### Рыболовство
Рыболовство незначительное: в 1900 году выловлено 427 пудов красной и 8380 белой рыбы, стоимостью около 15 тыс. руб.
Промысел этот сосредоточен исключительно в станицах и хуторах по Хопру. Много мелкой рыбы вылавливается в озёрах, но она поступает преимущественно в пищу рыбацких семей.

### Промышленность
Фабрично-заводская деятельность развита слабо: заведений в 1897 году насчитывалось 1009, все мелкие, с общей суммой производства на 250 тыс. руб. (мельницы).

### Торговля
Главный предмет торговли — хлеб. Торговля сосредоточена преимущественно на Покровской ярмарке в станице Урюпинской, а также в течение всего года производится на станциях Грязе-Царицынской железной дороги. Торговля находится в руках крупных скупщиков. Важным предметом торговли служит и крупный рогатый скот, но усиленная распашка пастбищ под посевы, а также общее неудовлетворительное состояние русской скотопромышленности в значительной мере сократили эту торговую операцию в Хопёрском округе.
Хлебных магазинов 164, в них к 1 января 1901 года хлеба налицо 46 892 четверти, в ссудах и недоимках 55 091 четверть.

## Административное деление
Казачьи населённые пункты Всевеликого войска Донского в 1918 году:и 9 волостей (Александровская,Краснопольская,Купавская,Мачушанская,Николаевская,Семёновская,Солонская,Тростянская,Успенская)
| № п/п | Юрт             | Станица                                    | Хутора |
| ----- | --------------- | ------------------------------------------ | --- |
| 1     | Акишевский      | Акишевская                                 | Алтынников, Борисов, Буренин (Гуторков), Денисов (Колосков), Зиманов, Зрянин, Затонов, Канькин, Лукьянов, Лунякин, Нестеров, Оленев, Паршин, Панькин (Минин), Подпесочный, Попов, Спорный, Упорников, Пимонов, Филаретов, Шурупов |
| 2     | Алексеевский    | Алексеевская                               | Андреев, Змиевка, Карпов, Ковылин, Кочкарин (Семерников), Липецкий, Подбанный, Полянский, Помалин, Попов, Рябов (Малахов), Секуров, Серебряный (Дементьев), Стеженский, Сурчин, Таволжанка, Чекунов, Чечерский, Яменский |
| 3     | Аннинский       | Аннинская                                  | Афонин, Березовы — 1 и 2, Бирюков, Бочаров, Бударин, Былков, Гоголячев, Гуляев, Демкин, Звездков, Иванов, Карпушин, Колесников, Королёв, Кузнецов (Водянский), Крупников, Ларин, Лоскутков, Меркулов, Назаркин, Попов, Приастахов, Родников (Зубров), Перевозинский, Самсонов (Привокзальный), Симонов, Соловьёв, Тарасов, Ушаков, Хорошунов, Чекунов, Черкесов |
| 4     | Арженовский     | Арженовская                                | Бармин, Бызыменка, Березников, Бирюченский, Верхне-Лесной, Два Дерева, Голинский, Краинский, Красный, Красный Яр, Липов, Любимов, Малая Демкина, Могильный, Молоканов, Нижне-Лесной, Новенький, Обрезной, Олений, Ольховской, Панин, Подберёзки, Ребриков, Рябов, Саратовский, Сатаров, Сенин, Серебрянский, Сидоров, Сланцов, Старая Рыга, Сурков, Тоненький, Хомутов, Штыков |
| 5     | Бурацкий        | Бурацкая                                   | Водинский, Кривов, Лучновский, Нехаев, Павлов, Сухов, Атамановский,Ольховский, Ключанский, Дьяконовский. |
| 6     | Добринский      | Добринская                                 | Балтинов, Верхне-Безыменовский, Григорьев, Громковский, Егоров, Забурдяев — 1 и 2, Каменский, Кудряшов, Луненский, Нижне-Антошин, Нижне-Безыменовский, Плешаков, Рышин, Скворцов, Студенов, Тополев |
| 7     | Дурновский      | Дурновская                                 | Буерачный, Веселянский, Вихляйский, Вольный, Головской, Дёмин, Долгов, Косов, Мартынов, Соловьёв, Средний, Таволжанский, Федотов |
| 8     | Зотовский       | Зотовская                                  | Аверин, Безыменков, Берёзовский, Голенков, Гришин, Должинский, Дробов, Елисеев, Ендова, Жуков, Захаров, Каехтин, Калмыков – 1 и 2, Кривов, Круглов, Лисин, Лобачёв, Мернов, Митькин, Плесинский, Подгорский, Покручинский, Привалов, Проносный, Разметный 1 и 2, Решетов, Рябов, Серебрянка, Скулябин, Суляев, Трёх-Ложинский, Тюрин, Черкесов, Чуреков, Шарашкин, Швецов, Щепетков, Катанкин |
| 9     | Котовский       | Котовская                                  | Горско-Попов, Грачёв, Давыдов, Котлобань, Крепов, Новинский, Ново-Кардаил, Осипов, Попов, Фомин, Чулинский |
| 10    | Кумылженский    | Кумылженская                               | Алимов, Андреев, Бурлацкий, Глушицкий, Головской, Горшков, Дундуков, Закумылженский, Затюремский, Катанкин, Ключевский, Колодезь, Кранцов, Крутинский, Лялин, Мещеряков, Никитин, Обливский, Озеринский, Поддубровский, Подсотный, Потапов, Родионов, Сигаев, Силин, Троицкий, Фомочкин, Фролов, Чиганаки, Чернов, Чуносов, Шелкашев, Шилин, Щемилов, Ярский |
| 11    | Луковский       | Луковская                                  | Березняги, Верхне-Долгов, Верхне-Реченский, Нижне-Долгов, Нижне-Реченский, Ольховый, Остряков, Сухов, Федосов |
| 12    | Михайловский    | Михайловская                               | Абросин, Алексиков, Алферов, Астахов, Батраков, Беспалов, Большинский, Бубнов — верх. и нижн., Бугров, Верхне-Кардаил, Верхне-Форштадт, Вилков, Вихлянцев, Вдовольский, Моховой — верх. и нижн., Вишняков, Двойнов — верх. и нижн., Дуплятов — верх. и нижн., Ершилов, Зорников, Карагочный, Кардаш, Краснянский-2, Краснянский верх., Краснянский нижн., Лысогорский, Медведев, Миронов, Моргунов, Ново-Николаевский, Орлов, Серков — верх. и нижн., Садков, Сомов, Салтынский, Сосновский, Сантырский, Скабелин, Скворцов, Средне-Форштадт, Станично-Подгорный, Сухов, Сычёв, Трухтенский, Уваров, Фирсов — верх. и нижн., Хопёрский, Цепляев верх., Цепляев нижн., Черкасский, Чуговской, Чумаков |
| 13    | Павловский      | Павловская                                 | Акчерский, Атаманов, Бабин, Больше-Сосновский, Головской, Горелов, Исакиев, Кагальник, Карпов, Ключанов, Краснов, Лукьянов, Макаров, Мало-Бабин, Ольховый, Поклонов, Романов, Иголинский |
| 14    | Петровский      | Петровская                                 | Акчернский, Безплемянов, Безыменка, Горбунов, Верхне-Соин, Каменский, Каратаев, Кривов, Крутин, Нижне-Соин, Сурочин, Ржавский |
| 15    | Правоторовский  | Правоторовская                             | Аврамов, Головской, Дубовой, Земляков, Лобачёв, Мелосковский, Родников, Свинов, Семёнов, Тушканов |
| 16    | Преображенский  | Преображенская                             | Бочаров, Гришин, Груднев, Донско-Якушев, Дубровский, Ермаков, Житенев, Завязин, Зубрилов, Казарин, Лапин, Страхов, Суворов, Углянский, Ширяев |
| 17    | Тепикинский     | Тепикинская                                | Акчернский, Булеков, Венчаков, Дряглев, Дьяков, Караичев, Макаров, Подгацкий, Подгоринский, Подсоснинский, Россошин, Сазонов, Самодуров, Сафонов |
| 18    | Тишанский       | Тишанская                                  | Артанов, Гаев, Гущин, Ендова, Каменский, Краснов, Кудинов, Мазин, Муругов, Пимкин, Попов, Рышкин, Самошинский, Соколов, Сычёв, Хорошенький |
| 19    | Урюпинский      | Урюпинская — административный центр округа | Акишин, Бурцев, Горский, Дронов, Дьяконов, Краснянский, Кухтин, Лукьянов, Нижне-Кардаил, Серков, Ольшанка |
| 20    | Усть-Бузулуцкий | Усть-Бузулуцкая                            | Арепьев, Куличков, Ларин, Малинов, Ольховый, Перепольский, Подхимский, Речешный, Станов, Сухов, Трёхбуераченский, Угольский |
| 21    | Филоновский     | Филоновская                                | Альсяпин, Андреев, Аникеев, Бакланов, Верхне-Чесноков, Галушкин, Громковский, Измайлов, Калачёв, Красный, Кирпичёв, Коротков, Косов, Кузькин, Лестюхин, Марчуков, Подчумачевский, Пышкин, Растрыгин, Рогский, Рожнов, Саламатин, Самарцев, Страхов, Титов, Фокино-Донской, Фирсиков, Челышев |
| 22    | Ярыженский      | Ярыженская                                 | Амочаев, Белавин, Борисов, Грешнов, Дубовской, Калинов, Клименов, Козлин, Куликов, Перещепнов, Попов, Растокин, Рогачёв, Солонешный, Тубочный, Ястребов |

## Образование
На территории округа располагались следующие учебные заведения:
- реальное училище
- окружное училище
- 4-классное женское училище (все в станице Урюпинской)
- два мужских двухклассных приходских училища станичных
- 24 одноклассных
- 21 одноклассных хуторских
- 5 женских 3-го разряда
- 20 сельских начальных училищ

В отношении грамотности Хопёрский округ занимал пятое место в области. В 1900 году грамотных считалось 51 979 человек (39 444 мужчины и 12 535 женщин). Общий показатель грамотности в округе составлял 28,1 %.